# Tony Nilsson
Bert Tony Nilsson, född 27 juli 1977 i Överluleå församling, Boden, Norrbottens län, är en svensk låtskrivare. Han lever och bor tillsammans med låtskrivarkollegan Mirja Breitholtz.

## Sånger

### Bidrag i Melodifestivalen
Nilsson har fått med sju bidrag i Melodifestivalen: 
- 2008, Love in Stereo (tillsammans med Mirja Breitholtz). Framförd av Ola Svensson.
- 2009, Disconnect Me (tillsammans med Peter Boström). Framförd av Marie Serneholt (Joker).
- 2009, The Queen (tillsammans med Henrik Jansson). Framförd av Velvet.
- 2010, Doctor Doctor (tillsammans med Mirja Breitholtz). Framförd av Elin Lanto.
- 2010, Headlines (tillsammans med Peter Boström). Framförd av Alcazar.
- 2010, The Saviour (tillsammans med Henrik Jansson). Framförd av Anders Ekborg.
- 2010, You're Out Of My Life (tillsammans med Henrik Jansson). Framförd av Darin.
- 2011, Like Suicide (tillsammans med Fernando Fuentes m.fl.). Framförd av Christian Walz.
- 2012, Shout It Out (tillsammans med Fernando Fuentes). Framförd av David Lindgren.
- 2012, Goosebumps (tillsammans med Linda Sundblad och Hanna Lindblad). Framförd av Hanna Lindblad.

### Övriga sånger
- Natalie, inspelad av Ola Svensson
- S.O.S., inspelad av Ola Svensson
- Disarmed, inspelad av Johan Krafman
- Chain Reaction, inspelad av Johan Krafman
- Can't Stop Love, inspelad av Darin
- Lovekiller, inspelad av Darin
- "Microphone", inspelad av Darin
- "Nobody Knows", inspelad av Darin
- "Hit The Lights" inspelad av Selena Gomez

## Lovekiller etta på albumlistan och Idol 2010
Tony Nilsson har tillsammans med Darin skrivit och producerat sju av tio låtar på Darins album Lovekiller. Det släpptes den 18 augusti och nådde två veckor senare förstaplatsen på Sverigetopplistan.
Albumet innehåller Microphone som är trailerlåt till årets säsong av Idol. Första avsnittet sänds på TV4 den 7 september.